# Amy (videójáték)
Az Amy egy lopakodással vegyített túlélőhorror, melyet a VectorCell fejlesztett és a Lexis Numérique adott ki 2012 januárjában, a PlayStation Network és az Xbox Live Arcade rendszerén keresztül. A Numerique a 2011-es Game Developers Conference sajtótájékoztatója előtt kiadott közleményében azt írják, hogy a játékosnak egy 8 éves, furácska autista kislányt kell kísérnie, miközben megpróbál kijutni egy ijesztő lények által megszállt városból. A főszereplő Lana (megformálója Sabine Crossen francia színésznő), illetve a kislány, Amy együtt próbálnak elszökni a fertőzés sújtotta városból, a szörnyeken túl pedig a hadsereg katonáit is el kell kerülniük.

## Fogadtatás
Az Amy egyöntetűen negatív kritikákat kapott, a Metacritic oldalán a játék Xbox 360 változata 22 pontos, míg a Playstation 3 változat 36 pontos átlagértékeléssel bír.
Az IGN tesztjében 2 pontra értékelték, Colin Moriarty szerint legalább egy tucat órát töltött az Amy-vel, és az ötödik fejezet végéig jutott, ám akkor mérgében feladta és kijelentette, hogy soha többet nem ül le még egyszer a játék elé.
Jeff Cook a Game Informertől csak egy ponttal adott magasabb értékelést. Elismerte, hogy nem számított arra, hogy majd ez a letölthető játék megüti horrorműfaj nagyjainak mércéjét, ám azt elvárta volna, hogy játszható legyen és valami minimális szórakozást nyújtson. "Az Amy egy szörnyen rossz játék lett, bármiféle kontaktust kerüljetek vele." Jim Sterling a Destructoid kritikusa odáig ment, hogy a programot "a valaha készült legrosszabb játéknak" nevezze és másfél pontot adott neki a 10-ből.
A Gaming XP 100-as skálán 76 pontra értékelte, ami az eddigi legpozitívabb értékelés a játékról. "Az Amy a zombimészárlós játékok fölé emelkedik, köszönhetően a főszereplőnek, sokkal jobban átélhető ugyanis a kétségbeesett nő helyzete, mint a legtöbb hasonló játékban megismert főszereplőé, akik tengerészgyalogos módjára darálnak végig a zombik tömegein.